# 馬夫羅沃和羅斯圖沙市鎮

馬夫羅沃和羅斯圖沙市鎮在北马其顿的位置

馬夫羅沃和羅斯圖沙市鎮，是北馬其頓共和國西部的一個市镇，行政中心为羅斯圖沙村，属于波洛格统计区。市镇總面積663.19平方公里，2002年人口8,618。

## 地理
該市镇北接戈斯蒂瓦尔市镇，東臨基切沃市鎮，南接德巴尔市镇，西鄰阿爾巴尼亞。

## 外部連結
- 官方网站  （馬其頓文）